# Ollomont
Ollomont é uma comuna italiana da região do Vale de Aosta com cerca de 159 habitantes. Estende-se por uma área de 53 km², tendo uma densidade populacional de 3 hab/km². Faz fronteira com Bagnes (CH-VS), Bionaz, Bourg-Saint-Pierre (CH-VS), Doues, Etroubles, Oyace, Valpelline.

## Demografia
| Variação demográfica do município entre 1861 e 2011                               |
|                                                                                   |
| Fonte: Istituto Nazionale di Statistica (ISTAT) - Elaboração gráfica da Wikipedia |